# Крутец (Рязанская область)
Крутец — деревня в Кадомском районе Рязанской области. Входит в Кадомское городское поселение.

## География
Находится в восточной части Рязанской области на расстоянии приблизительно 8 км на запад по прямой от районного центра поселка Кадом.

## История
В 1862 году здесь (тогда деревня Темниковского уезда Тамбовской губернии) было учтено 3 двора. Крутец находится вблизи реки Вад.

## Население
| 1984 | 2010 | 2023 |
| ---- | ---- | ---- |
| 60   | ↘2   | ↘1   |

Численность населения: 47 человек (1862 год), 356 (1914), 12 в 2002 году (русские 100 %), 2 в 2010.